# Die Fledermaus (film 1946)
Die Fledermaus è un film del 1946 diretto da Géza von Bolváry. Basato sulla celebre operetta di Johann Strauß jr., il film - interpretato da Marte Harell, Johannes Heesters e Will Dohm - venne girato in Agfacolor nel 1944 ma fu distribuito solo nel 1946, alla fine della guerra.

## Trama
Non volendo farla passar liscia all'amico Eisenstein (che l'ha lasciato addormentato in un parco vestito da pipistrello dopo un ballo mascherato facendolo così arrestare dalla polizia), Falke, il direttore del teatro, organizza la sua vendetta. A una festa organizzata dal principe Orlofsky trova modo di far invitare sia Eisenstein che Frank, il direttore del carcere che, dopo il suo arresto, non aveva voluto rilasciarlo subito. Il primo vorrebbe conoscere una bella artista ungherese che assomiglia in maniera impressionante a Rosalinde, sua moglie; il secondo chiede di presentargli una bella attrice bionda.

## Produzione
Il film, prodotto dalla Terra-Filmkunst in Agfacolor, venne girato a Praga, nei Barrandov-Atelier, in uno dei periodi più duri per la Germania che stava perdendo la guerra. Le riprese durarono dal settembre all'ottobre 1944 e la lavorazione fu completata negli Studio Babelsberg. Il film non venne distribuito e la pellicola sembrò essere andata perduta dopo i diversi attacchi aerei che colpirono la città. Alla fine del conflitto, nel 1946 il film fu ritrovato nel settore sovietico di Berlino e la lavorazione venne ripresa dalla Deutsche Film (DEFA), la compagnia di stato tedesca della nuova DDR, che affidò il montaggio ad Alice Ludwig. Il risultato, fu una versione di 103 minuti ma, nel dopoguerra, girò anche un'altra versione della durata di 99 minuti.

## Distribuzione
Distribuito dalla Sovexport-Film GmbH, il film venne presentato a Berlino il 16 agosto 1946 con un visto della censura militare alleata dell'agosto 1946 che ne vietava la visione ai minori di 14 anni.
Ebbe una distribuzione internazionale, uscendo nel 1947 in Finlandia il giorno di Natale, in Svezia il 16 febbraio 1948; negli Stati Uniti il 19 marzo 1948, in una versione sottotitolata distribuita dalla Artkino Pictures. Nel 1949, uscì in Ungheria (31 marzo), Danimarca (31 agosto), Francia, dove fu presentata il 20 dicembre a Nizza e poi, il 1º febbraio 1950, a Parigi. La pellicola venne vista anche nella Germania Ovest, presentata il 21 febbraio 1950.
In Francia, ne venne presentata una riedizione il 1º dicembre 1964.
Negli anni novanta, una copia del film che aveva i sottotitoli in russo e che era conservata in un archivio berlinese venne restaurata, restituendo alla pellicola i suoi colori originali che erano andati perduti.